# Kampfgeschwader 4 »General Wever«
Kampfgeschwader 4 »General Wever« (dobesedno slovensko: Bojni polk 4 »General Wever«; kratica KG 4) je bil bombniški letalski polk (Geschwader) v sestavi nemške Luftwaffe med drugo svetovno vojno.

## Organizacija
- štab
- I. skupina
- II. skupina
- III. skupina

## Vodstvo polka
Poveljniki polka (Geschwaderkommodore)
- Oberst Martin Fiebig: 1. september 1939
- Oberst Hans-Joachim Rath: 30. maj 1940
- Oberst Gottlieb Wolff: 16. junij 1942
- Oberstleutnant Heinz-Joachim Schmidt: 12. januar 1943
- Oberstleutnant Werner Klosinski: 10. maj 1943
- Major Reinhard Graubner: 4. december 1944